# Área de governo local
Área de Governo Local - LGA é uma divisão administrativa de um País que um governo local é responsável. O tamanho de uma LGA varia por país, mas geralmente é uma subdivisão de um estado, província, divisão, ou território.
A expressão é usada como uma descrição generalizada na legislação do Reino Unido para descrever tais áreas cuja situação real pode ser desigual (e.g. boroughs, counties e cities) e em diferentes países dentro do Reino Unido.

## Países onde a "área de governo local" é uma designação oficial
- Austrália: Governo local na Austrália
- Gâmbia: Áreas de Governo Local da Gâmbia[1]
- Nigéria: Áreas de governo local na Nigéria[2]